# Apolónides de Nicea
Apolónides de Nicea (siglo I) era un gramático griego del tiempo de Tiberio, al cual dedicó su obra más importante, un Comentario a Timón. Escribió, además, un trabajo Sobre los Proverbios; Comentarios al discurso de Demóstenes; un Tratado sobre la ficción en materia histórica, y otro Comentario sobre una obra de Ion.